# St. Georg (Šiauliai)

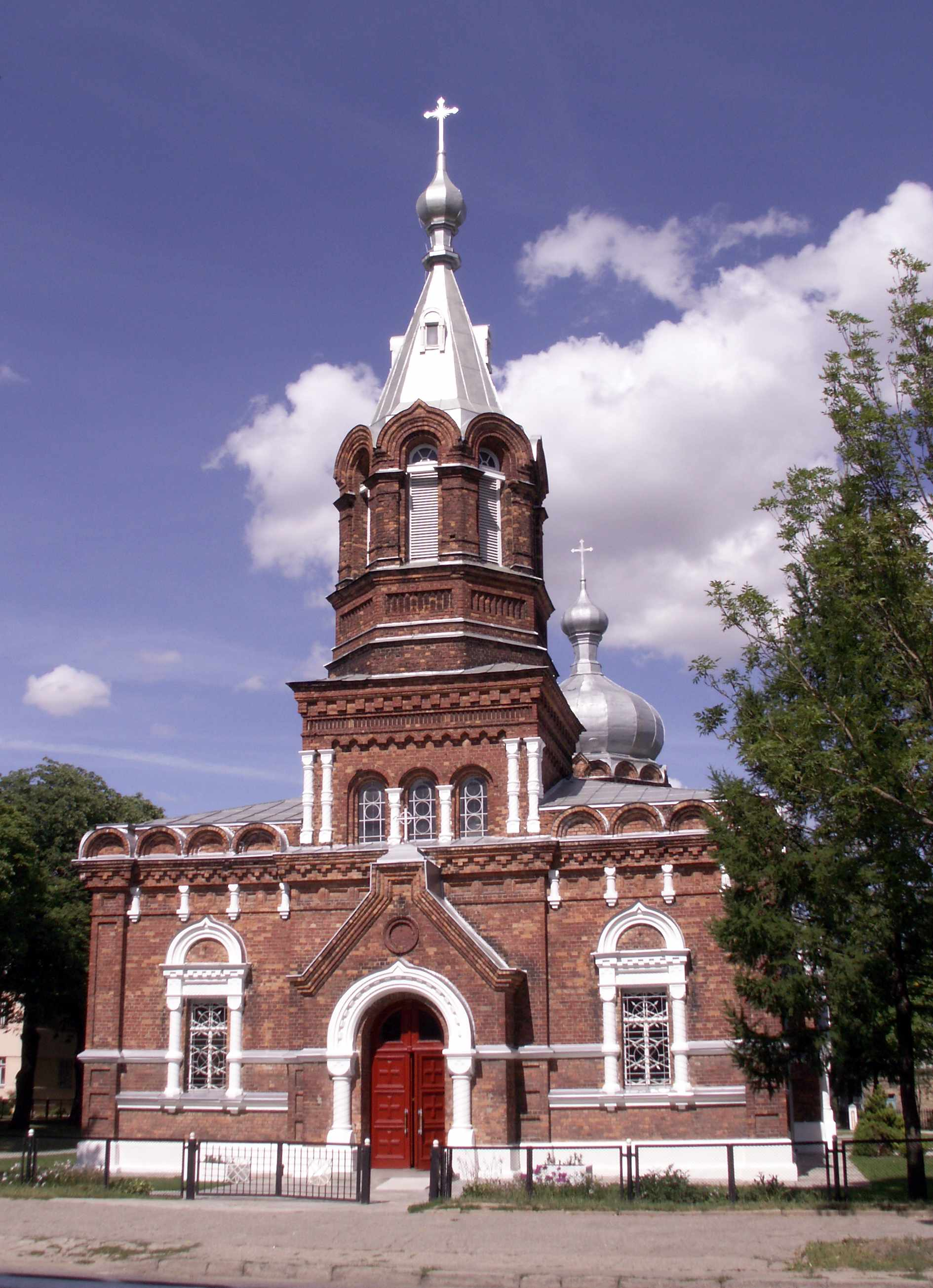
Kirche

St.-Georg-Kirche Šiauliai (litauisch Šiaulių Šv. Jurgio bažnyčia) ist eine Römisch-katholische Kirche im neobyzantinischen Stil in Šiauliai, im Stadtzentrum am Bahnhof Šiauliai (Litauen). Titulus eclesiae ist der Märtyrer Georg.

## Geschichte
Die Kirche wurde 1909 durch die Verwaltung der Kaiserlich Russischen Armee als repräsentative russisch-orthodoxe Backsteinkirche für die Garnison Šiauliai errichtet. Der Bau im Mai 1907 begonnene Bau wurde im darauffolgenden Jahr dem Nikolaus von Myra geweiht. 1915 zog die Armee aus Litauen ab, und die Kirche wurde geschlossen. Im Juli 1919 wurde die Kirche von einem litauischen katholischen Priester dem Heiligen Georg geweiht.